# Ballermann Hits 2008
Ballermann Hits 2008 – album wydany w 2008 roku zawierający utwory różnych wykonawców.

## Lista utworów

### CD 1
Źródło: austraiancharts.at
| N.  | Wykonawca                      | Tytuł utworu                                               | Długość |
| --- | ------------------------------ | ---------------------------------------------------------- | ------- |
| 1.  | Ballermann Hits                | "Intro Ballermann Hits"                                    | 0:22    |
| 2.  | Mickie Krause                  | "Jan Pillemann Otze"                                       | 3:30    |
| 3.  | Peter Wackel feat. Chriss Tuxi | "Manchmal möchte ich schon mit dir..." (Single Version)    | 3:03    |
| 4.  | Almklausi                      | "Lo lo los geht's!" (Ohohoh Mix)                           | 3:08    |
| 5.  | Jürgen                         | "Immer wenn ich traurig bin" (trink ich einen Korn)        | 2:57    |
| 6.  | Markus Becker                  | "Hörst du die Regenwürmer husten?"                         | 3:20    |
| 7.  | Tim Toupet                     | "Allee Allee" ("Eine Strasse ... viele Bäume") (Party-Mix) | 3:26    |
| 8.  | Fino                           | "Ballermann" (mein Herz schlägt für den Ballermann)        | 2:55    |
| 9.  | Rühmanns Scherben              | "Wir lieben es stürmisch" (heio heio)                      | 3:04    |
| 10. | Chris Tuxi                     | "Bierkönig Nächte sind lang"                               | 3:16    |
| 11. | Jörg & Dragan                  | "Die Autohändler – In Peru fliegt 'ne Kuh"                 | 2:47    |
| 12. | Kleiner Hai feat. Alemuel      | "Kleiner Hai – dim dim..." (Single Mix)                    | 3:16    |
| 13. | Ballermann Hits                | "Intro Ballermann Hits"                                    | 0:22    |
| 14. | Scooter                        | "I'm Lonely" (Radio Edit)                                  | 3:31    |
| 15. | Basshunter                     | "Please Don’t Go" (Radio Edit)                             | 2:55    |
| 16. | Natural Born Grooves           | "Candy On The Dancefloor" (Radio Mix)                      | 2:48    |
| 17. | R.I.O.                         | "Shine On" (Radio Mix)                                     | 3:23    |
| 18. | Arsenium                       | "Rumadai" (Alternative Mix)                                | 3:33    |
| 19. | Jennifer Paige                 | "Underestimated" (Peter Ries Radio Remix)                  | 3:13    |
| 20. | High Heels feat. Zounina       | "You Give Love A Bad Name"                                 | 3:29    |
| 21. | Baracuda                       | "I Will Love Again" (Radio Version)                        | 3:25    |
| 22. | Ida Corr vs. Fedde Le Grand    | "Let Me Think About It" (Radio Edit)                       | 2:34    |

### CD 2
Źródło: austraiancharts.at
| N.  | Wykonawca                      | Tytuł utworu                                  | Długość |
| --- | ------------------------------ | --------------------------------------------- | ------- |
| 1.  | Ballermann Hits                | "Intro Ballermann Hits"                       | 0:22    |
| 2.  | Shaggy feat. Trix & Flix       | "Feel The Rush" (Mascots Song) (Radio Edit)   | 3:04    |
| 3.  | Revolverheld                   | "Helden 2008"                                 | 3:00    |
| 4.  | Mark Medlock                   | "Summer Love" (Single Version)                | 3:49    |
| 5.  | Madcon                         | "Beggin" (Original Version)                   | 3:36    |
| 6.  | Bluelagoon                     | "Wild World" (Radio Edit)                     | 3:25    |
| 7.  | Loona                          | "Por la noche" (Radio Edit)                   | 3:00    |
| 8.  | Alphabeat                      | "Fascination" (Radio Edit)                    | 3:01    |
| 9.  | Marquess                       | "La histeria" (Radio Edit)                    | 3:02    |
| 10. | Monrose                        | "Hot Summer" (Radio Edit)                     | 3:28    |
| 11. | Yuliet Topaz                   | "Quero te a sambar"                           | 3:38    |
| 12. | Ballermann Hits                | "Intro Ballermann Hits"                       | 0:22    |
| 13. | Fettes Brot mit Modeselektor   | "Bettina zieh dir bitte etwas an"             | 3:48    |
| 14. | Mickie Krause feat. Chaos Team | "Orange trägt nur die Müllabfuhr"             | 3:29    |
| 15. | Partydinos                     | "Partyalarm"                                  | 3:10    |
| 16. | Christian Petru                | "Major Tom" (völlig losgelöst)                | 4:12    |
| 17. | Tobee                          | "Westerland"                                  | 3:41    |
| 18. | Neue Zeiten                    | "Eine Nacht" (die nie zu Ende geht) (Fox-Mix) | 3:13    |
| 19. | PS Alex                        | "Heut' Abend hab ich Kopfweh" (Männer-Mix)    | 3:42    |
| 20. | Axel Fischer feat. Cora        | "Amsterdam"                                   | 3:59    |
| 21. | Peter Wackel                   | "Auf Mallorca ist's am besten"                | 3:12    |
| 22. | Michael Wendler                | "Nina"                                        | 3:13    |

## Notowania na listach przebojów
| Kraj       | Lista (2007)  | Najwyższa pozycja |
| ---------- | ------------- | ----------------- |
| Austria    | Alben Top 75  | 3                 |
| Szwajcaria | Alben Top 100 | 3                 |